# Jambiani
Jambiani is een groep van oude vissersdorpjes op het Tanzaniaans eiland Zanzibar. Het bevindt zich in het zuidoosten van het eiland aan de kust tussen de dorpen Paje en Makunduchi. Jambiani heeft een lange zeewiercultuur met veel zeewierboerderijen langs de kust. Het geteelde zeewier wordt voornamelijk geëxporteerd via het bedrijf Zanea Seaweeds Ltd.